# هان‌نان
هان‌نان در استان اوساکا در کشور ژاپن واقع شده است که دارای جمعیت ۵۶٬۸۵۳ نفر و مساحت ۳۶٫۱۰ کیلومتر مربع با تراکم جمعیت ۱٬۵۷۵ نفر در کیلومترمربع است و در تاریخ ۱ اکتبر ۱۹۹۱ به عنوان شهر شناخته شد.